# Correctheid (logica)
Correctheid  is een begrip uit de logica. Een redenering is correct wanneer deze geldig is en alle premissen van de redenering evident waar zijn. Met een geldige redenering wordt in de logica en argumentatietheorie een redenering bedoeld die qua vorm voldoet aan de voorwaarden van een goede deductieve redenering. Dat wil zeggen dat de conclusie noodzakelijk uit de premissen volgt. Een redenering is dus geldig dan en slechts dan als men de conclusie niet kan ontkennen zonder met de premissen in tegenspraak te komen. Het is niet noodzakelijk voor een geldige redenering dat de premissen zelf waar zijn: als de vorm van de redenering zelf maar klopt. 
Voorbeeld, geldig maar niet correct
1. Lucretius is een filosoof.
2. Alle filosofen zijn onbetrouwbaar.
3. Dus is Lucretius ook onbetrouwbaar.

Deze redenering is geldig omdat, als je de premissen (1) en (2) voor waar aanneemt, de conclusie (3) noodzakelijk volgt. Zij is echter niet correct omdat de premisse (2) niet evident waar is.
Voorbeeld, geldig en correct
1. Een cirkel heeft geen hoeken.
2. Een vierkant heeft vier hoeken.
3. Dus kan een vierkant geen cirkel zijn.

Deze redenering is zowel geldig als correct.